# الحملة الإسبانية على الجزائر (1519)
كانت حملة الجزائر عام 1519 معركة حاولت فيها الإمبراطورية الإسبانية الاستيلاء على العاصمة الجزائر. كان الإسبان تحت قيادة الأميرال هوغو دي مونكادا نائب الملك في صقلية بينما قاد الدفاع عن الجزائر العاصمة خير الدين بربروس.

## السياق التاريخي
في ذلك الوقت، كان خير الدين بربروس قد حصل لتوه على لقب أمير أمراء الجزائر (بايلرباي) وفي نفس الوقت تم تتويج شارلكان إمبراطورًا رومانيًا مقدسًا، الذي أدرك خطورة الاتحاد بين الجزائر والعثمانيين، وأمر أميراله هوغو دي مونكادا بالمغادرة بأسطوله لغزو مدينة الجزائر.

## مجرى المعركة
وصلت القوات الإسبانية المكونة من 30 أو 50 سفينة حربية ووسيلة نقل بما في ذلك 8 قوادس ملكية في أغسطس 1519 قبالة الجزائر العاصمة، ونزل الجيش الإسباني بطريقة منظمة، ثم سار نحو الجزائر العاصمة. ليتواجه هيغو دي مونكادا بخير الدين الذي كان متبوعا بعدد قليل من الرجال. تمكن خير الدين من هزيمة الجيش الإسباني وإجباره بسهولة على العودة أدراجه مرة أخرى وبدون خسائر كبيرة. تزامن ذلك مع هبوب عاصفة رهيبة على الأسطول الإسباني.
يقال أن هوغو دي مونكادا اضطر للاختباء بين الجثث للنجاة من هذه المذبحة.

## ما ترتب عن الحملة الفاشلة
فشل الإسبان أمام الجزائر مرة أخرى، مع تدمير للأسطول الإسباني أصبحت السواحل الإسبانية على ساحل المتوسط مكشوفة بالكاملة. لكن بالرغم من هذه الهزيمة، نجح الإسبان بالاحتفاظ بحصن الصخرة قبالة مدينة الجزائر إلى غاية سنة 1529 حين استرجعها خير الدين.
رفض بربروس عرض دفع فدية عن أسرى الحرب الأوروبيين، مدفوعا بغضبه من فقدان شقيقه عروج خلال الحملة. عندما عرض الإمبراطور شاركان مبالغ كبيرة مقابل الإفراج على الضباط الأسرى قام بقتلهم خير الدين. قدم شارلكان مبلغًا آخر لاستعادة جثثهم، فكان ردخير الدين بإلقائهم في البحر، قائلا:«لو جاء أهالي هؤلاء الموتى للجزائر، لن يجدوا مكان دفن أبائهم وإخوتهم، ولا حتى رمادهم، لن يجدوا غير أمواج بحر الجزائر لاستقبالهم».